# Goldau
Goldau est une localité du canton de Schwytz, en Suisse.

## Géographie

Vue aérienne de 1000 m par Walter Mittelholzer (1919)

Situé sur le territoire de la commune d'Arth, le village de Goldau se trouve entre les lacs de Zoug et de Lauerz, au pied du Rossberg et du Rigi.

## Histoire
Ce territoire, défriché probablement au XIe siècle, faisait partie de la seigneurie d'Arth. Une communauté des paroissiens d'Arth est mise en place vers 1354. échappe aux Habsbourg et intègre le canton de Schwytz, un des trois cantons fondateurs de la confédération suisse. La chapelle date de 1650-1652.
Le 2 septembre 1806, l'éboulement du Rossberg fait 457 morts et détruit le village. Dès 1810, la reconstruction commence. Une nouvelle chapelle est édifiée en 1830-1849.
Jusqu'en 1870, les emplois sont essentiellement fournis par l'agriculture et par le tourisme sur le Rigi. Les chantiers ferroviaires dans les Alpes sont à l'origine du développement d'un nouveau village sur le site de l'éboulement. Goldau devient un nœud ferroviaire. Une nouvelle église catholique est construite entre 1906 et 1909. Conçue initialement en la mémoire des victimes de l'éboulementelle devient paroissiale en 1940. Un parc zoologique est ouvert en 1925, et un musée de l'éboulement en 1966.

## Transport
L'important noeud ferroviaire Arth-Goldau est situé à Goldau. Les lignes de Zurich via Zoug, de Lucerne et de Pfäffikon SZ via Sattel se rencontrent ici. Ils fusionnent pour former la ligne SBB Gotthard. Ne desservant plus la ligne de vallée jusqu'à Arth, l'Arth-Rigi-Bahn a également son point de départ à la station Arth-Goldau et mène au Rigi.
L'autoroute A4 passe au sud de Goldau au pied du Rigi. Il y a une liaison autoroutière à Goldau.